# Mabra
Mabra é um gênero de mariposa pertencente à família Crambidae.